# Åsa Lind
Pour les articles homonymes, voir Lind.
Åsa Lind (née à Karbäcken (Ångermanland) en 1958) est une écrivaine suédoise.

## Biographie
Après été journaliste, Åsa Lind reçoit en 2003 le prix Nils Holgersson pour Le loup des sables, qui sera distribué dans toutes les écoles primaires du pays.

## Œuvres
- 1995 – Troll-Tula och Nisse
- 1998 – Din egen flora (avec Maj Fagerberg (sv))
- 2002 – Sandvargen (traduit entre autres en turc)
- 2004 – Prinsessbok
- 2008 – Ellika Tomsons första bok
- 2009  – Slumpens bok
- 2009  – Dunderlunds bästa bokstav (avec Sara Lundberg)
- 2012  – Mormors sjal (avec Joanna Hellgren)
- 2014  – Utflyktsbok för rim och ramsare
- 2014  – Hemligheten
- 2015  – Äskil äter träd

### Traductions en français
- 2013 – Le Châle de grand-mère, Cambourakis, traduit par Aude Pasquier
- 2012 – Le Loup des sables, encore lui !, Bayard jeunesse, traduit par Ludivine Verbèke
- 2012 – Les Grandes et Menues Dévouvertes d'Ellika, Bayard jeunesse, traduit par Aude Pasquier
- 2012 – Le Loup des sables, Bayard jeunesse, traduit par Ludivine Verbèke

## Réception critique
- « Composées par la suédoise Åsa Lind, ces tranches de vie en forme de mini contes philosophiques ont une vraie saveur d'enfance et de fin d'été. »[2]